# Biến thể ngôn ngữ
Trong văn liệu ngôn ngữ học xã hội tiếng Anh, một biến thể ("variety") là một dạng ngôn ngữ nhất định, nằm trong một ngôn ngữ hay cụm ngôn ngữ. Khái niệm này có thể bao gồm ngôn ngữ, phương ngữ, ngữ vực, ngữ kiểu, ngôn ngữ chuẩn hay bất kỳ dạng ngôn ngữ nào khác. Việc sử dụng từ "variety" là thể tránh dùng tới từ language (ngôn ngữ) mà nhiều nhiều người thường chỉ gắn cho ngôn ngữ chuẩn, hay từ dialect mà thường gắn với các dạng ngôn ngữ phi chuẩn, kém cạnh về vị thế và có thể bị cho là ít "đúng" hơn ngôn ngữ chuẩn.